# パラフィルム

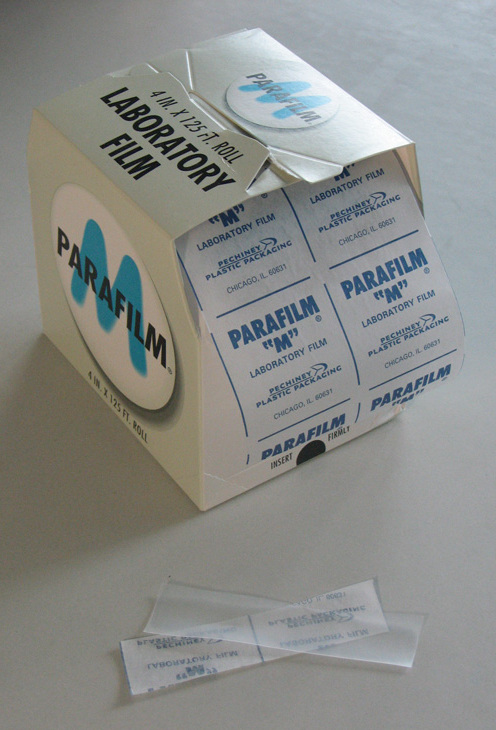
Parafilmの箱。

パラフィルム（英: Parafilm）は、アメリカ合衆国イリノイ州シカゴの企業Pechiney Plastic Packaging Company（現在は企業名が変わりBemis Flexible Packaging）が製造しているプラスチックパラフィンフィルムである。実験室で主に使用されている。パラフィルムはフラスコあるいはキュベットといった容器を封あるいは保護するために一般的に使用されている。また、蓋付きの容器を長期間保管する際に、湿気および空気による汚染から封をするためにも用いられる。パラフィルムは延性・展性があり、防水、無臭、熱可塑性、半透明、凝集性である。
日本では株式会社エル・エム・エスが輸入元として販売している。

熱可塑性物質であるため、パラフィルムはオートクレーブには使用できない。
揮発性有機溶媒はパラフィルムを溶解する。
パラフィルムは接着性がないため、モデラーにもエアブラシ時のマスキング材料として使用されている。
園芸家は接ぎ木にパラフィルムを使用することがある。接ぎ木ではしっかりと固定することと、乾燥を防ぐことが求められるが、パラフィルムはどちらの役割も果たすことができる。
昆虫学者はパラフィルムを、蚊やトコジラミといった吸血昆虫に給餌するための膜として使用している。
パラフィルムの新しい応用としては、紙を基にしたマイクロ流体素子の製造がある。このデバイスは、高価な医療機器を使用できない発展途上国や地域のための低価格診断法として適していると考えられている。